# St Botolph-without-Bishopsgate
St Botolph-without-Bishopsgate est une église de l'Église d'Angleterre de la Cité de Londres.
Aux abords du bâtiment se trouve une grande cour (churchyard) qui longe l'arrière de Wormwood Street (en), l'ancien tracé du Mur de Londres - et une ancienne école. L'église est liée aux corporations Worshipful Company of Coopers et Worshipful Company of Bowyers.

## Situation et consécration
L'église se trouve du côté ouest de Bishopsgate, près de Gare de Liverpool Street. L'église et la rue doivent leur nom à la porte Bishop dans le mur de défense de Londres, situé à environ 50 mètres au sud.
En 1958, Stow décrit l'église comme se tenant dans un cimetière juste à côté du fossé de la ville, sur sa rive. Le fossé de la Cité est un ouvrage défensif au pied des murs de la ville qui a pour but de rendre plus difficile les attaques.
L'église était l'une des quatre du Londres médiéval dédiées à saint Botolph ou Botwulf, un saint est-anglien du VIIe siècle, dont chacune se tenait à l'une des portes de la ville. Les trois autres étaient proches de St Botolph's Aldgate, St Botolph's, AldersgateSt Botolph's, Aldersgate à l'ouest et St Botolph's, Billingsgate, au bord de la rivière (cette église a été détruite par le grand incendie et n'a pas été reconstruite).
Avant que la légende de Christophe de Lycie ne devienne populaire, Botolph était vénéré comme le saint patron des voyageurs, ce qui expliquerait pourquoi les églises aux portes de la ville lui sont dédiées.

## Histoire

### Première présence
La première mention écrite connue de l'église St Botolph-without-Bishopsgate remonte à 1212. Le culte chrétien pourrait remonter à la présence romaine mais ce n'est pas totalement prouvé.

### Moyen Âge
Vers 1307, les Templiers sont visés par une enquête pour corruption, et en 1413 une femme ermite est signalée vivre à cet endroit et reçoit une pension de 40 shillings par an réglée par le Shérif.
L'église survit de peu au Grand incendie de Londres en 1666, la maison du sacristain ayant été en partie démolie pour empêcher la propagation des flammes. Hatton la décrit en 1708 comme une ancienne église construite en brique et en pierre. À cette époque, l'église gothique avait été modifiée avec l'ajout de colonnes toscanes soutenant le toit et de colonnes ioniques les galeries.

### Église actuelle

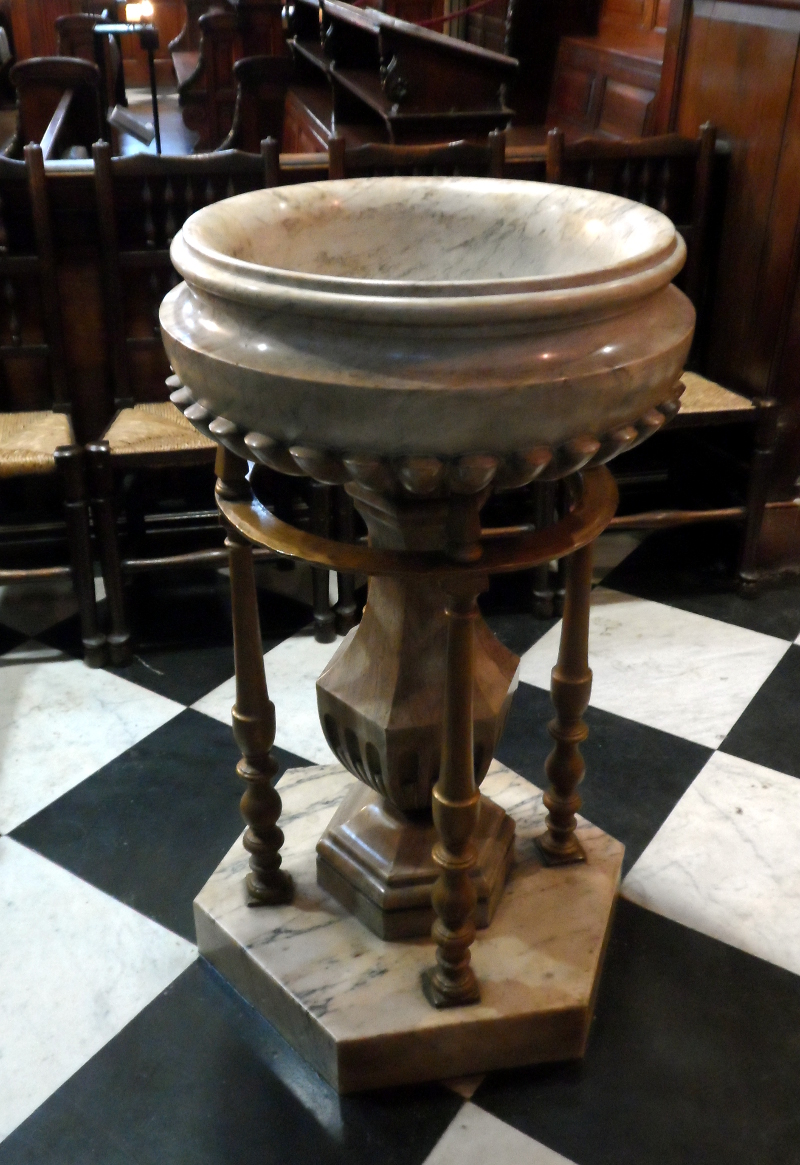
Les fonts baptismaux dans lesquels John Keats a été baptisé.

En 1710, les paroissiens demandent, sans suites, au Parlement l'autorisation de reconstruire l'église à un autre endroit. En 1723, l'église est considérée irréparable et les paroissiens font une nouvelle pétition. Ayant obtenu l'autorisation du Parlement, ils construisent un bâtiment temporaire dans la cour de l'église et commence la reconstruction de l'église. 
La première pierre est posée en 1725, et la nouvelle église est consacrée en 1728, bien que la construction s'achève l'anne suivante. L'architecte est James Gold, ou Gould. Pendant les travaux les fondations de l'église anglo-saxonne sont mises au jour.
Pour créer une façade remarquable vers Bishopsgate, l'architecte a placé la tour à l'extrémité est, son rez-de-chaussée, avec un fronton à l’extérieur, formant le chœur. L'extrémité est et la tour sont en pierre, tandis que le reste de l'église est en brique avec des parements en pierre.
L'intérieur est divisé en nef et allées par des colonnes composites, la nef étant voûte en berceau. L'église étant trop sombre, une grande fenêtre est  créée, mais elle est largement masquée par l'orgue installé devant en 1764. En 1820, une lanterne est ajoutée au centre du toit.
L'église est répertoriée comme monument classé Grade II* le 4 janvier 1950.
L'église subit des dommages mineurs lors de bombardements pendant la Seconde Guerre mondiale, puis lors de l'attentat de Bishopsgate commis avec un camion piègé en 1993.
Sur autorisation du recteur, la paroisse orthodoxe Saint-Botolph de Londres y tient son culte.

## Personnalités notables liées
Le flis du dramaturge Ben Jonson est inhumé dans la cour de l'église. Edward Alleyn en 1566, Emilia Lanier (considéée comme la première femme anglaise le 27 janvier 1569, et John Keats en 1795 ont été baptisés dans cette église. Emilia Lanier épouse Alfonso Lanier dans l'église le 18 octobre 1592. Mary Wollstonecraft, auteure de Défense des droits de la femme, y est baptisée en 1759.
Le satiriste et essayiste Stephen Gosson en a été recteur. Le poète didactique Robert Carliell, qui a défendu la nouvelle Église d'Angleterre, était propriétaire dans la paroisse.

## Galerie

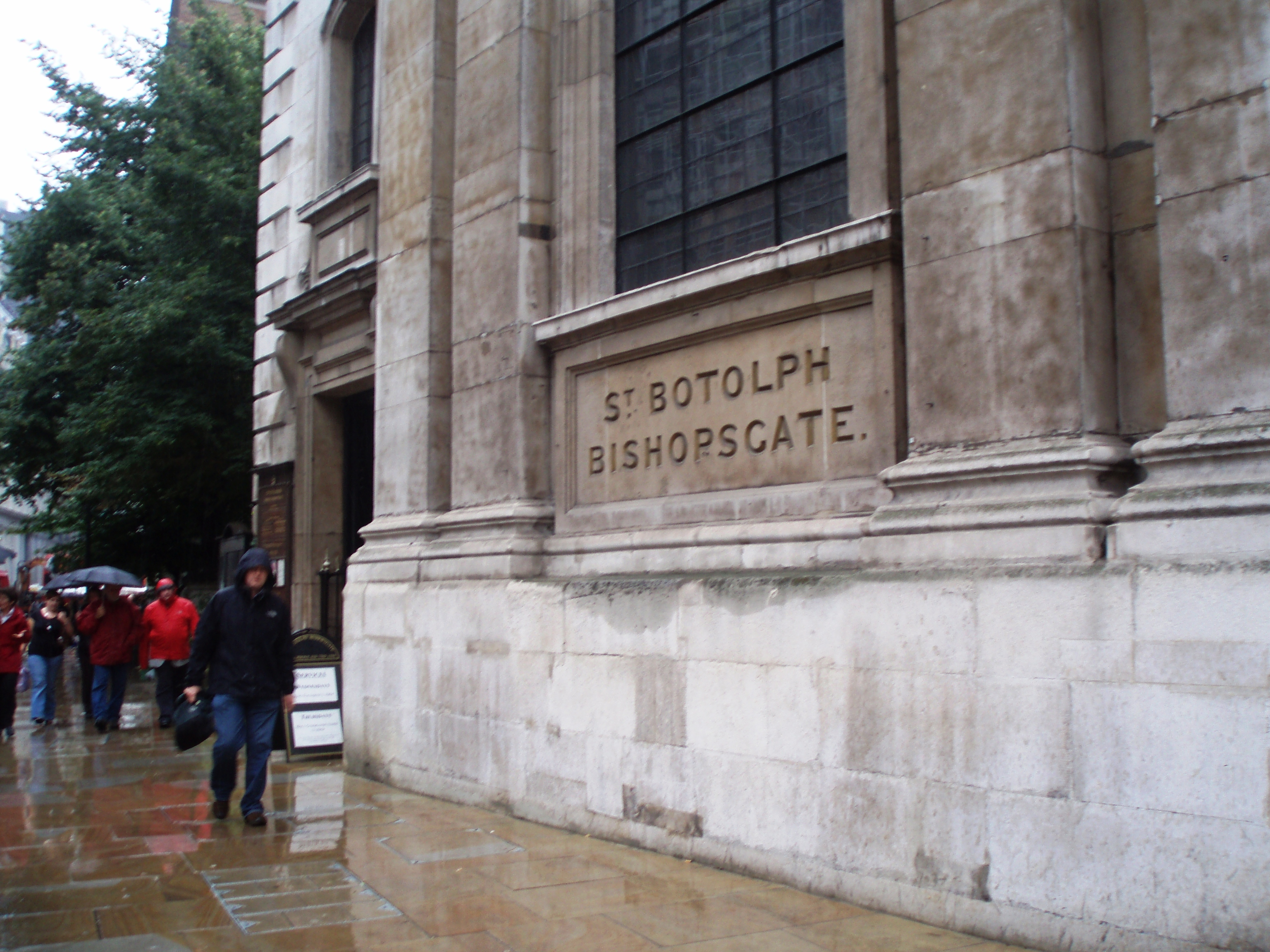
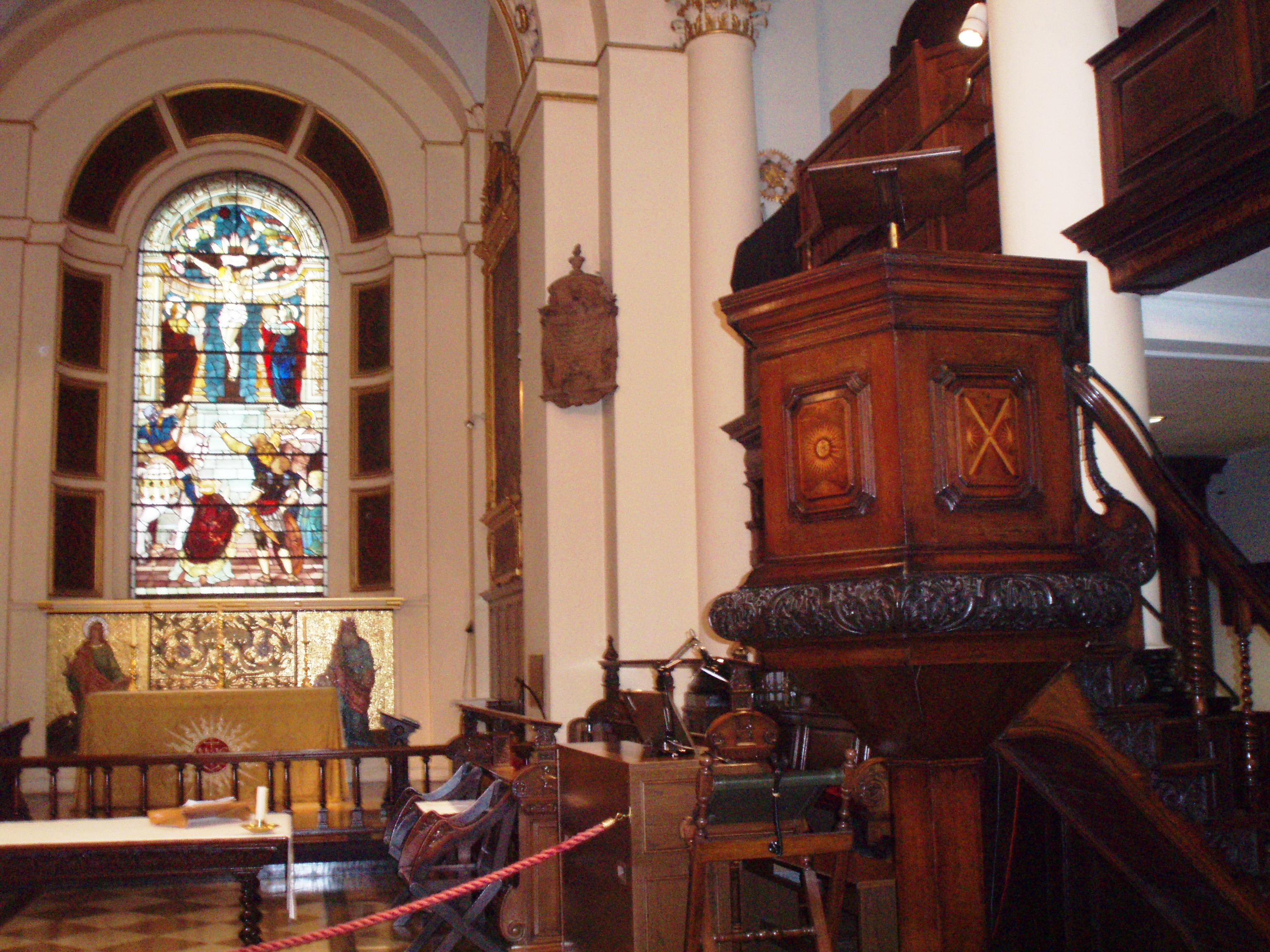
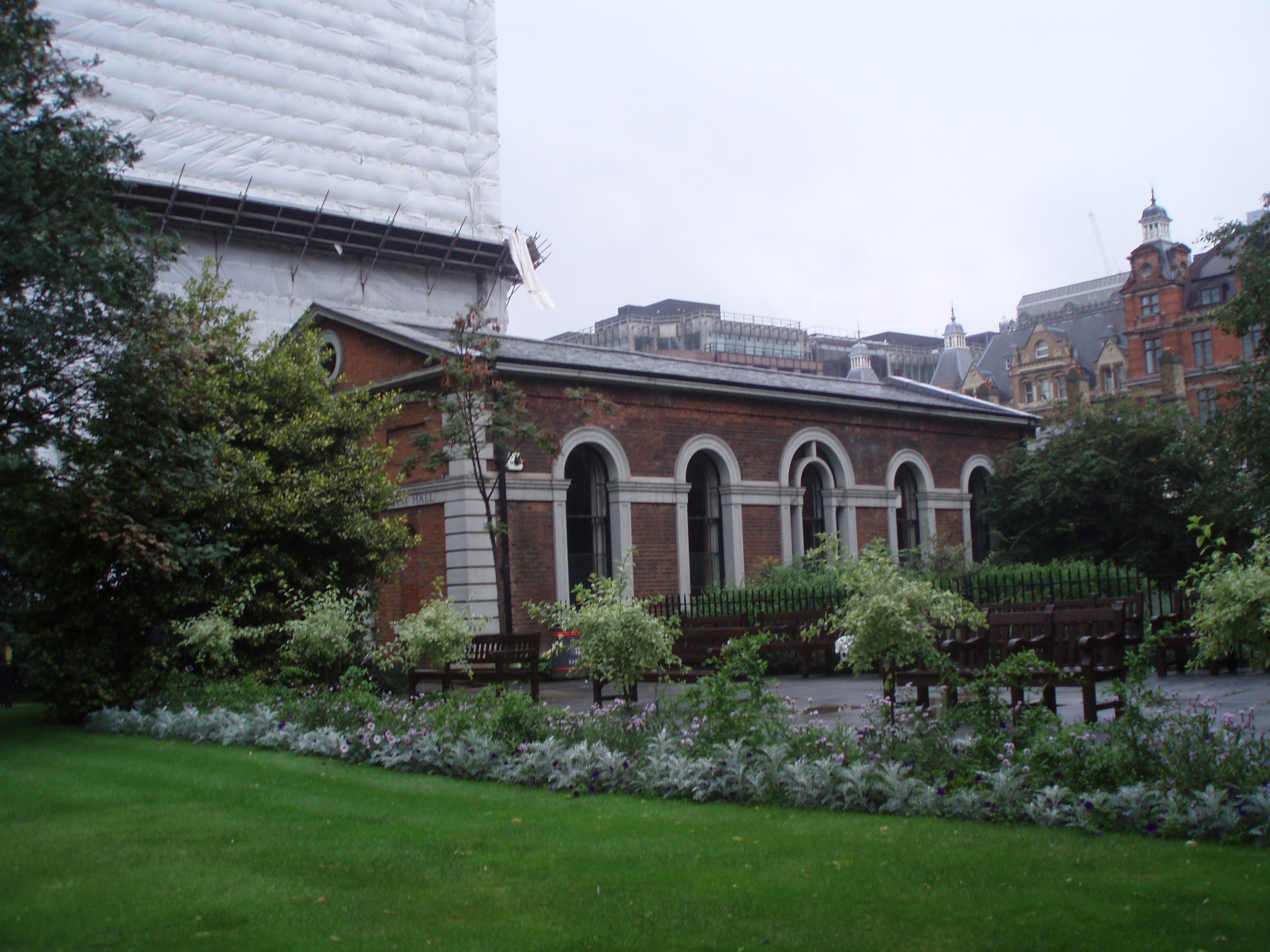
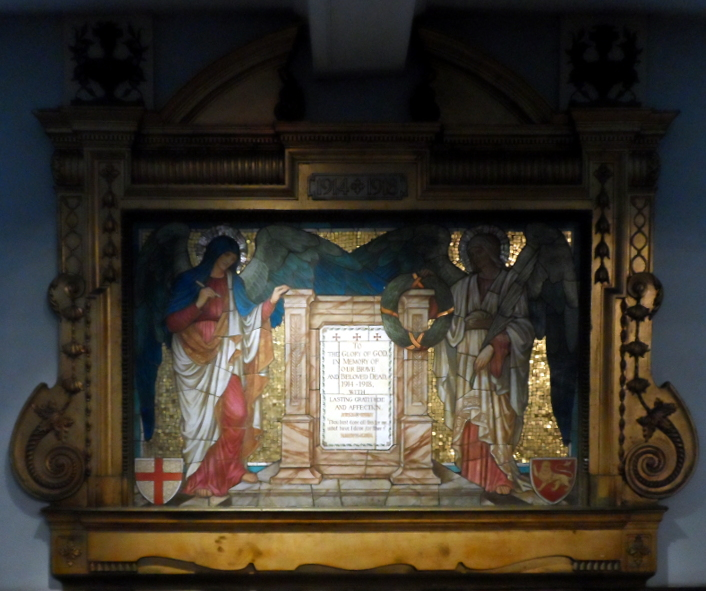
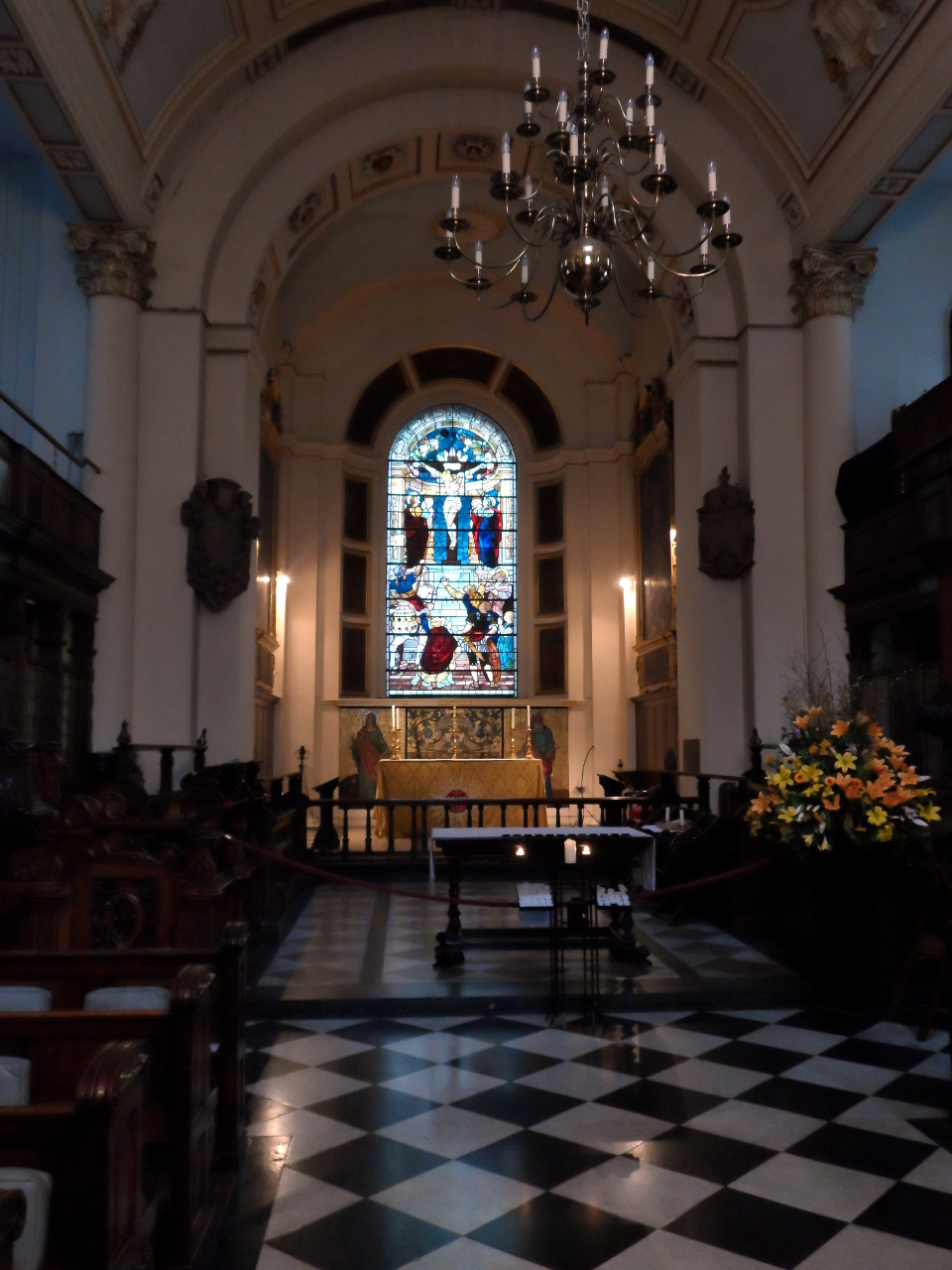
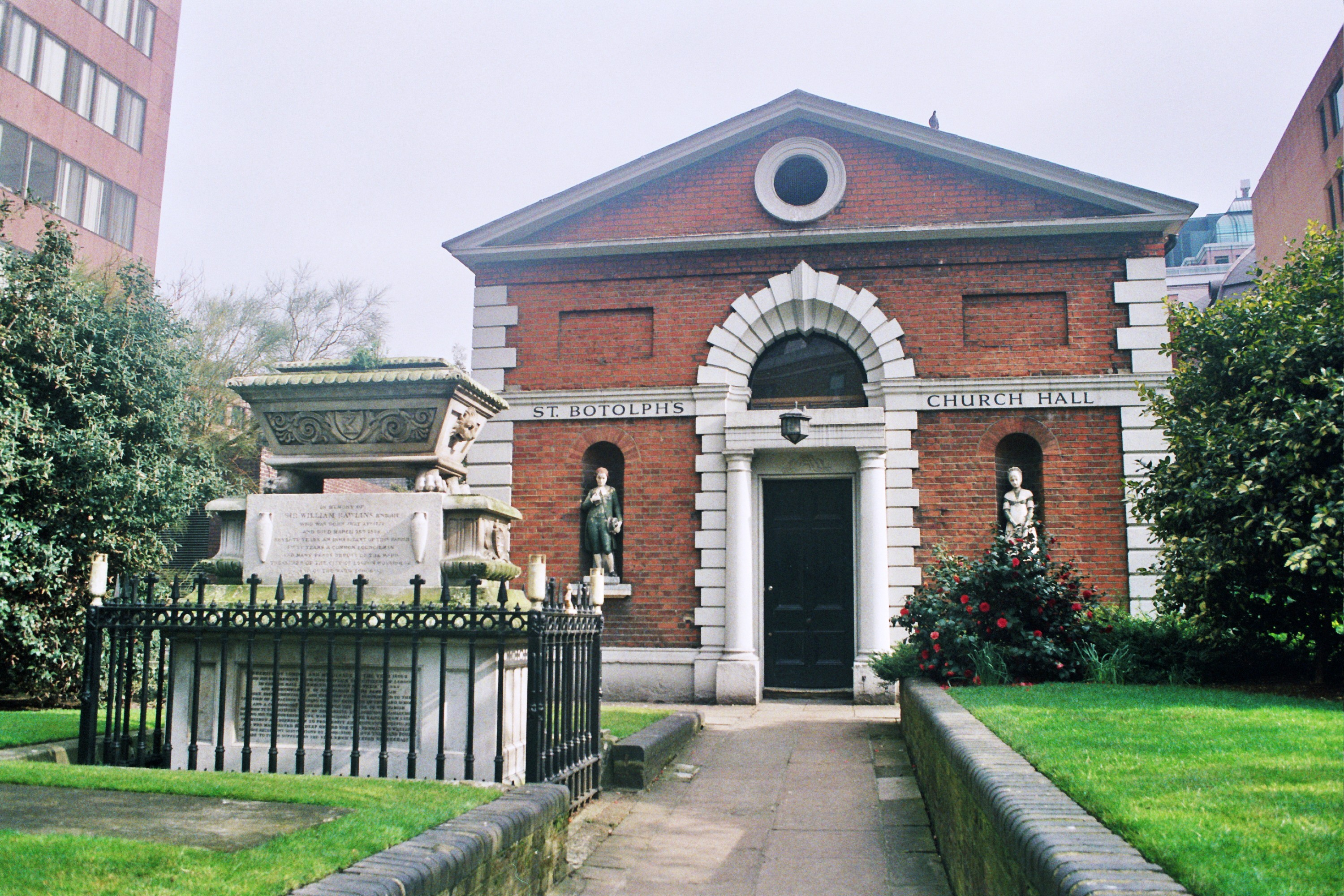
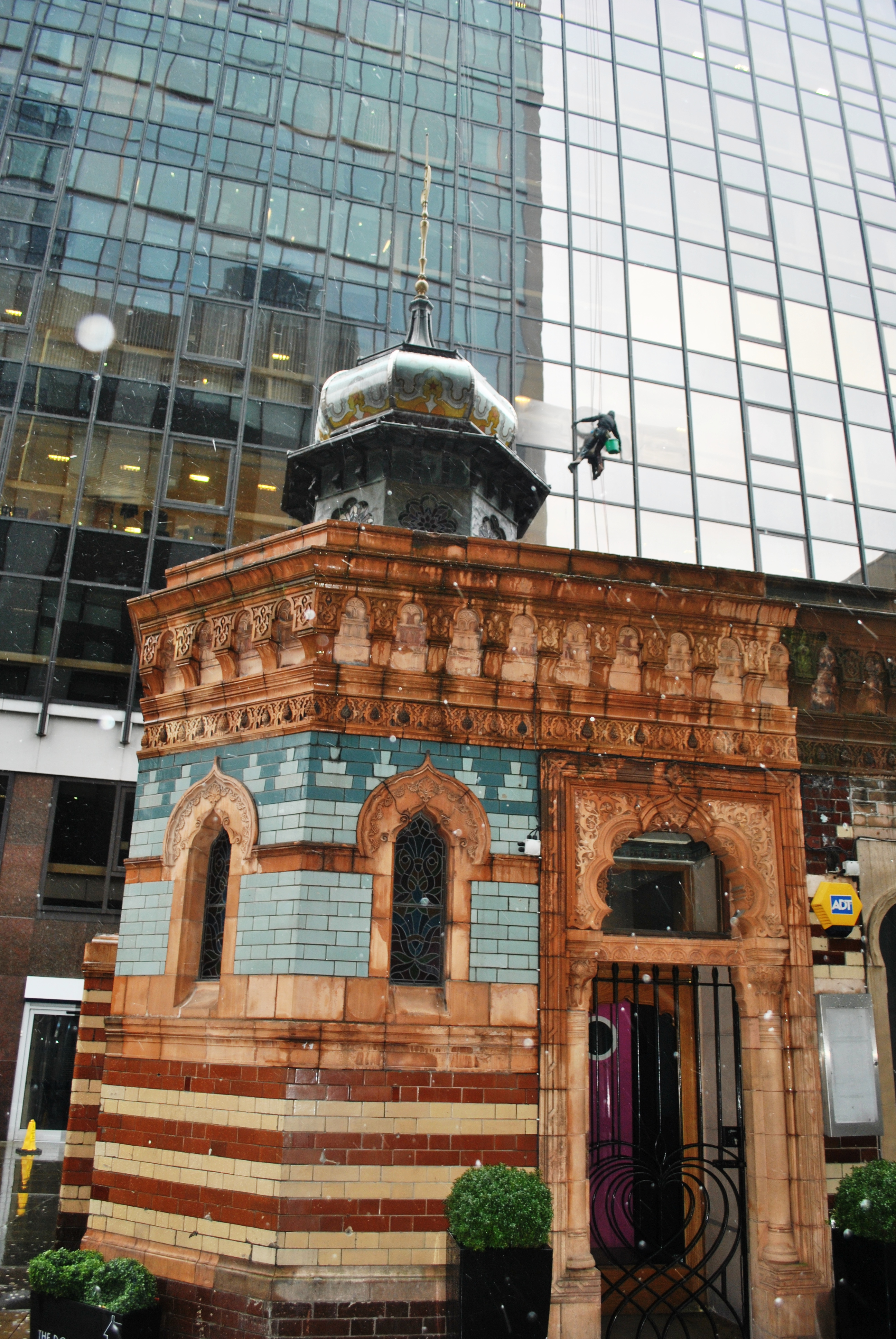